# Alla Nazimova
Alla Nazimova, de son vrai nom Marem Idez Adelaida Leventon, est une actrice russe et américaine, née le 22 mai 1879 à Yalta, (Empire russe) et morte le 13 juillet 1945 à Los Angeles (Californie). Elle est l'une des grandes stars du cinéma muet.

## Biographie
Alla Nazimova naît dans une famille juive le 22 mai 1879 à Yalta en Crimée. Chassée par des pogroms, alors qu'elle n'est qu'une enfant, la famille d'Alla doit fuir Yalta pour s'installer à Montreux en Suisse, où son père ouvre une pharmacie. Très jeune, Alla se montre très douée pour la danse et la musique. Elle apprend à parler le russe, le français et l'allemand. Abandonné par sa femme qui fuit les violences conjugales, son père se remarie et les relations entre Alla et sa nouvelle belle-mère sont difficiles. Elle se réfugie donc dans la danse classique. Pour pouvoir monter sur scène, son père lui impose de prendre un pseudonyme. Elle choisit Alla Nazimova. Alla est le diminutif d'Adélaïde, que lui donnait sa mère. Nazimova est un hommage à l'héroïne du roman Les Enfants de la rue.

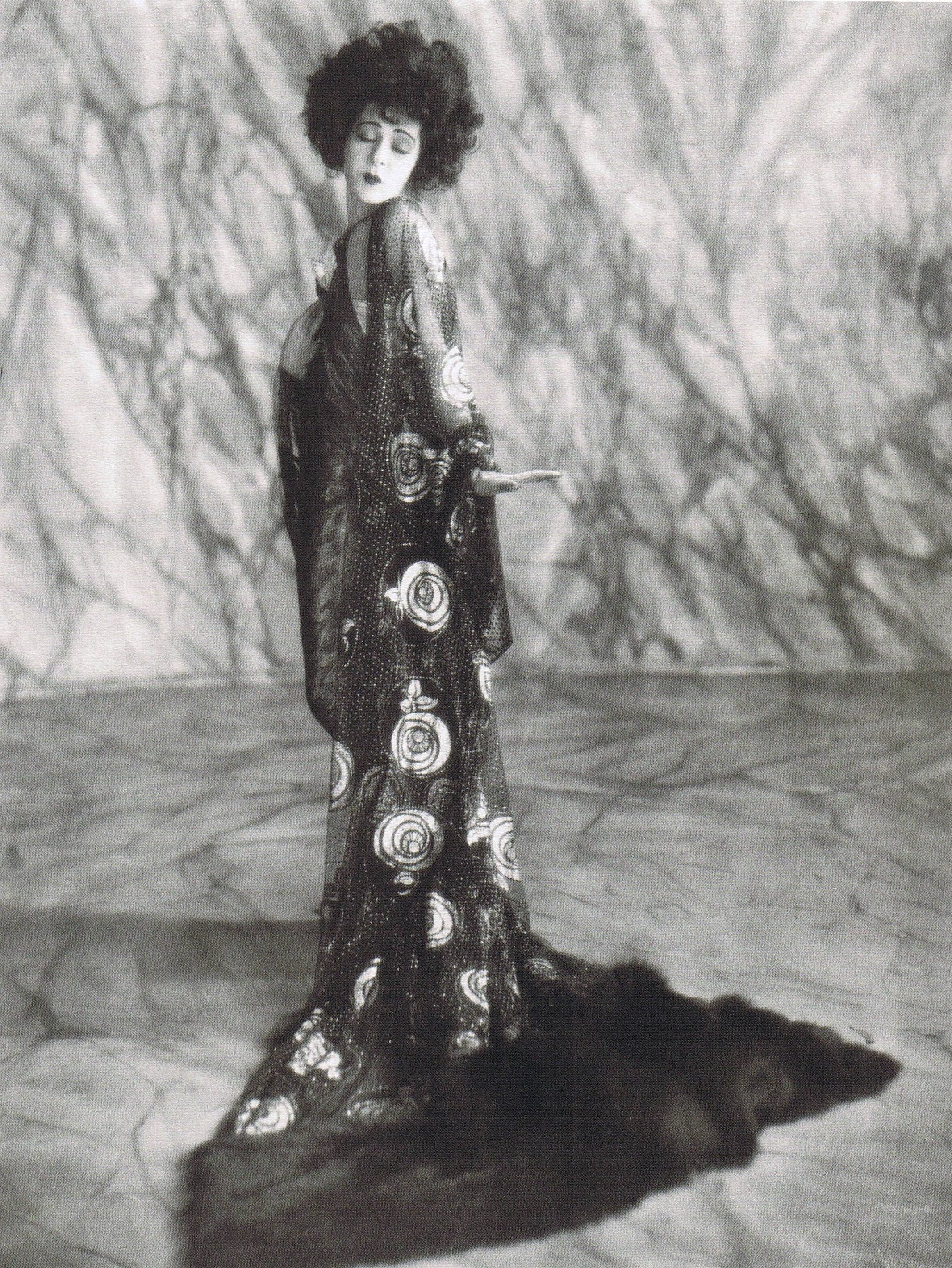
Alla Nazimova dans
La Dame aux camélias (1921).

Elle part alors pour Moscou où elle exerce de nombreux petits métiers et se livre à la prostitution mais réussit à entrer à l'âge de 17 ans dans l'école de théâtre du mouvement naturaliste de Constantin Stanislavski qui est à l'époque l'une des plus prestigieuses de Russie. Elle y apprend le métier d'actrice, mais aussi celui de la mise en scène, des décors, des costumes et de la lumière. Elle rencontre Anton Tchekhov dont elle tombe amoureuse, ce qui ne l'empêche pas de se marier en 1899 avec un jeune étudiant, Sergueï Golovine. Avec la troupe de Stanislavski, elle parcourt l'Europe.
Les interprétations d'Alla Nazimova dans les pièces de Tchekhov et d'Henrik Ibsen sont remarquées en Russie puis en Europe. Nazimova quitte son mari et comme de nombreux artistes fuit la Russie. En 1905, elle arrive aux États-Unis où sa troupe donne une tournée. Elle apprend l'anglais en quatre mois. À Broadway, elle devient la protégée de Charles Frohman, l'un des auteurs les plus influents de l'époque. Sa bonne connaissance des langues — elle parle également l'italien et le français — lui permet de jouer les pièces pour les émigrés dans leur propre langue et d'attirer l'attention de l'intelligentsia new-yorkaise.

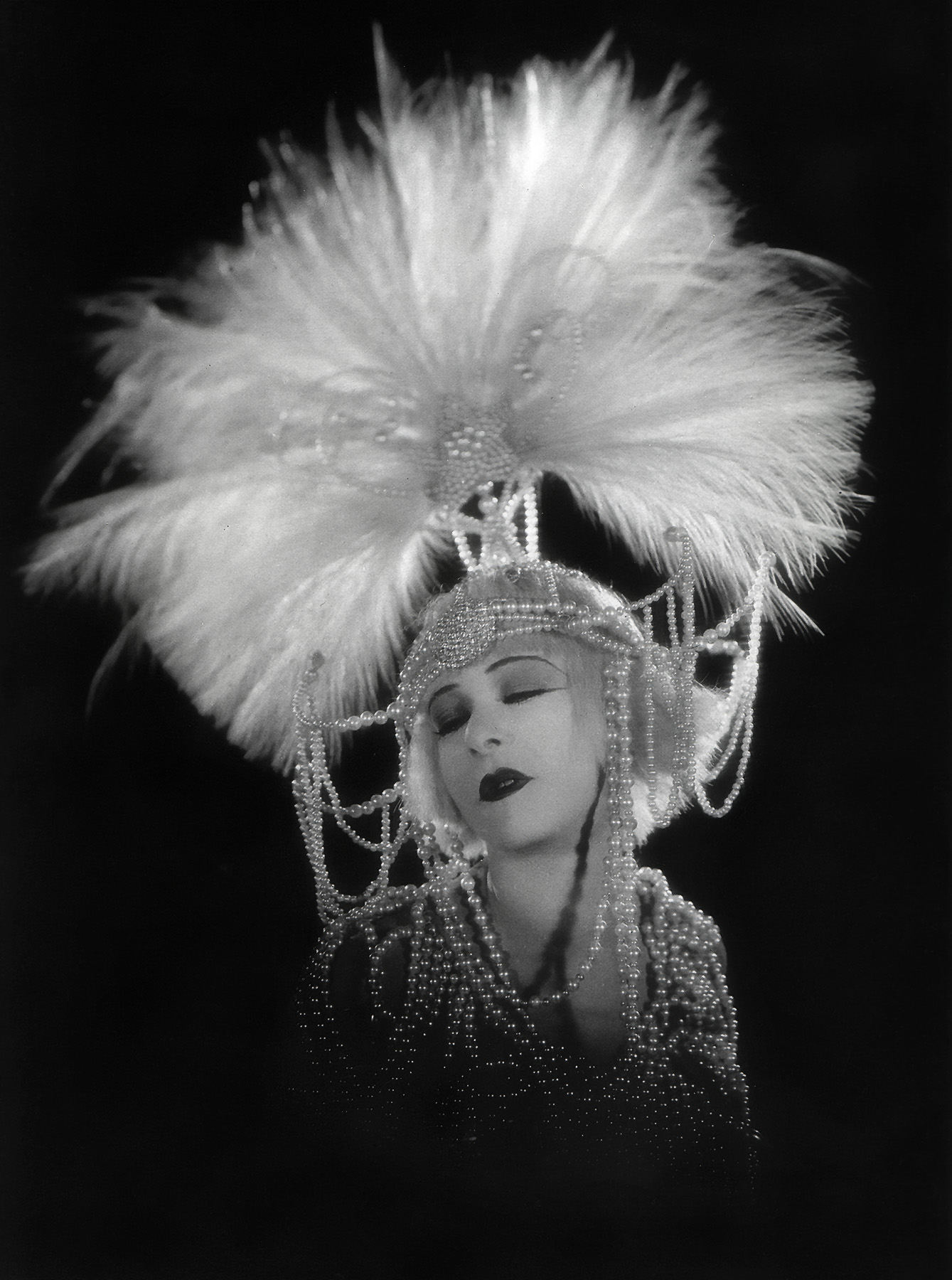
Salomé (1923).

Nazimova devient une star du théâtre. Un théâtre porte même son nom à Manhattan, le 39th Street Theatre où elle s'engage un an pour les frères Shubert avant de rompre son contrat. Elle gagne très bien sa vie et impose à travers l'Amérique des pièces d'un genre nouveau où elle défend l'émancipation de la femme :
« Pourquoi je préfère jouer Ibsen ? Tout simplement parce que Ibsen ne met pas en scène des héroïnes. William Shakespeare lui le fait. Il y a de la grandeur, de la simplicité chez elles. Les femmes de cette époque étaient peut-être comme ça. Shakespeare les a peintes telles qu'il les a vues. Le rôle des femmes a beaucoup changé. La femme moderne est bien plus complexe. Elle sait plus de choses, fait plus de choses et doit être reconnue comme telle. Shakespeare montrait les femmes telles qu'elles étaient. Ibsen montre les femmes telles qu'elles devraient être[réf. nécessaire] ».
Nazimova est connue pour ses nombreuses liaisons lesbiennes. Parmi ses amantes de l'époque, on compte Tallulah Bankhead. En 1916, elle devient la maîtresse de Mercedes de Acosta. Mais les relations homosexuelles sont mal vues et considérées comme un comportement déviant par l'Amérique puritaine. Elle épouse donc un acteur britannique homosexuel, Charles Bryant, qui est son compagnon dans la plupart des films qu'elle tourne pour la Metro-Goldwyn-Mayer.
Star incontestée au théâtre, Nazimova intéresse Hollywood. C'est la Metro Pictures Corporation en 1916 qui parvient à la faire signer en lui offrant un contrat de 13 000 dollars par semaine. Pour son premier film Épouses de guerre, elle obtient un succès phénoménal. Elle devient l'une des grandes stars de la MGM et tourne onze films en trois ans pour le studio. Elle participe de très près à l'écriture, la réalisation et la production de ses films. Elle se fait construire une magnifique villa au 8080, Sunset Boulevard à Los Angeles, The Garden of Alla. Cette villa est célèbre pour les fêtes et réceptions endiablées où se retrouvent ceux qui souhaitent échapper à la rigueur de la morale de l'époque.
C'est au cours d'une de ses soirées que l'une de ses maîtresses, Jean Acker, lui présente son mari, Rudolph Valentino. Nazimova le considère d'abord comme un gigolo de salon. Mais après le succès en 1921 du film Les Quatre Cavaliers de l'Apocalypse, elle comprend le potentiel du jeune homme. Elle voit en lui l'acteur idéal pour jouer son partenaire dans La Dame aux camélias (Camille), adaptation de l'œuvre d'Alexandre Dumas fils. Avec lui, elle fabrique « le nouveau mâle » qui ne puise pas ses fondements dans les archétypes masculins mais montre sa part de féminité. Pour la première fois au cinéma, un homme est modelé selon les désirs d'une femme. Elle lance alors le mythe Valentino qui s'épanouit l'année suivante dans Le Cheik. Après avoir lancé Valentino en latin-lover, Nazimova quitte la Métro pour produire l'adaptation de la pièce d'Oscar Wilde, Salomé. Ce film d'avant-garde, aux décors art déco, dans lequel elle montre tous ses talents de danseuse, est un échec retentissant. Nazimova est ruinée et rejetée par les majors qui pardonnent mal les aventures indépendantes et plus encore le fait de montrer des relations homosexuelles à l'écran. À la suite de cet échec, elle fait une tentative de suicide. Malgré son rejet d'Hollywood, elle continue à jouer au théâtre. Escroquée par l'une de ses maîtresses, elle doit vendre sa villa. À partir de 1940, elle fait des apparitions alimentaires dans plusieurs films, par exemple le remake d'Arènes sanglantes, écrit ses mémoires et meurt en 1945 à l'âge de 66 ans.

## Filmographie

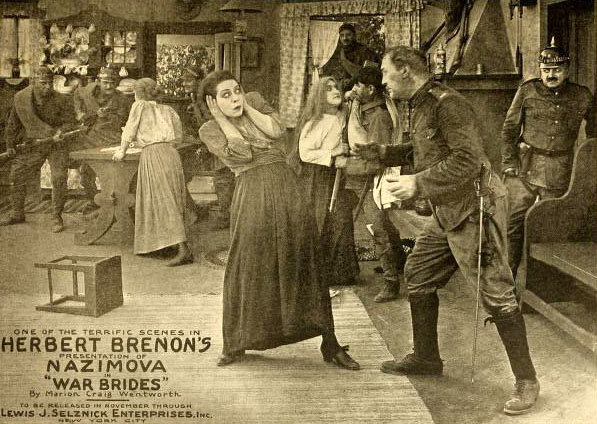
War Brides (1916)

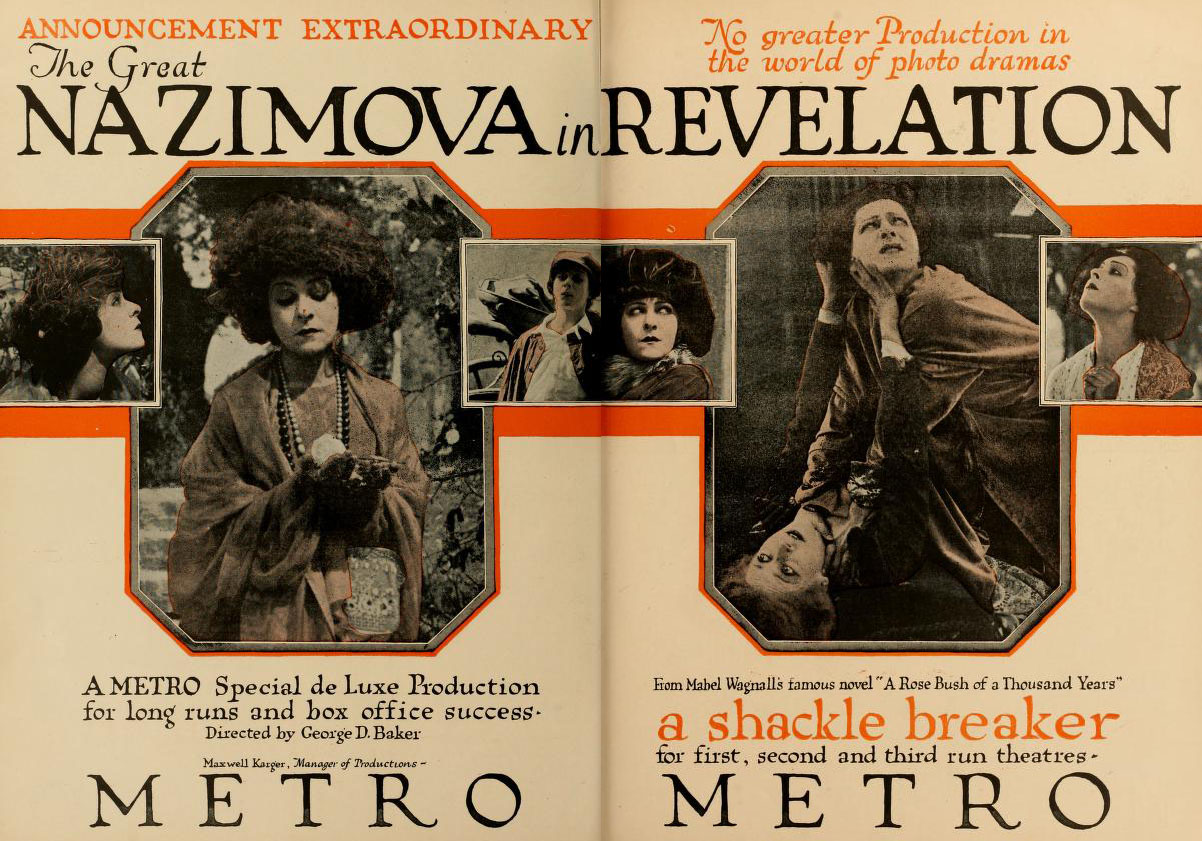
Revelation (1918)

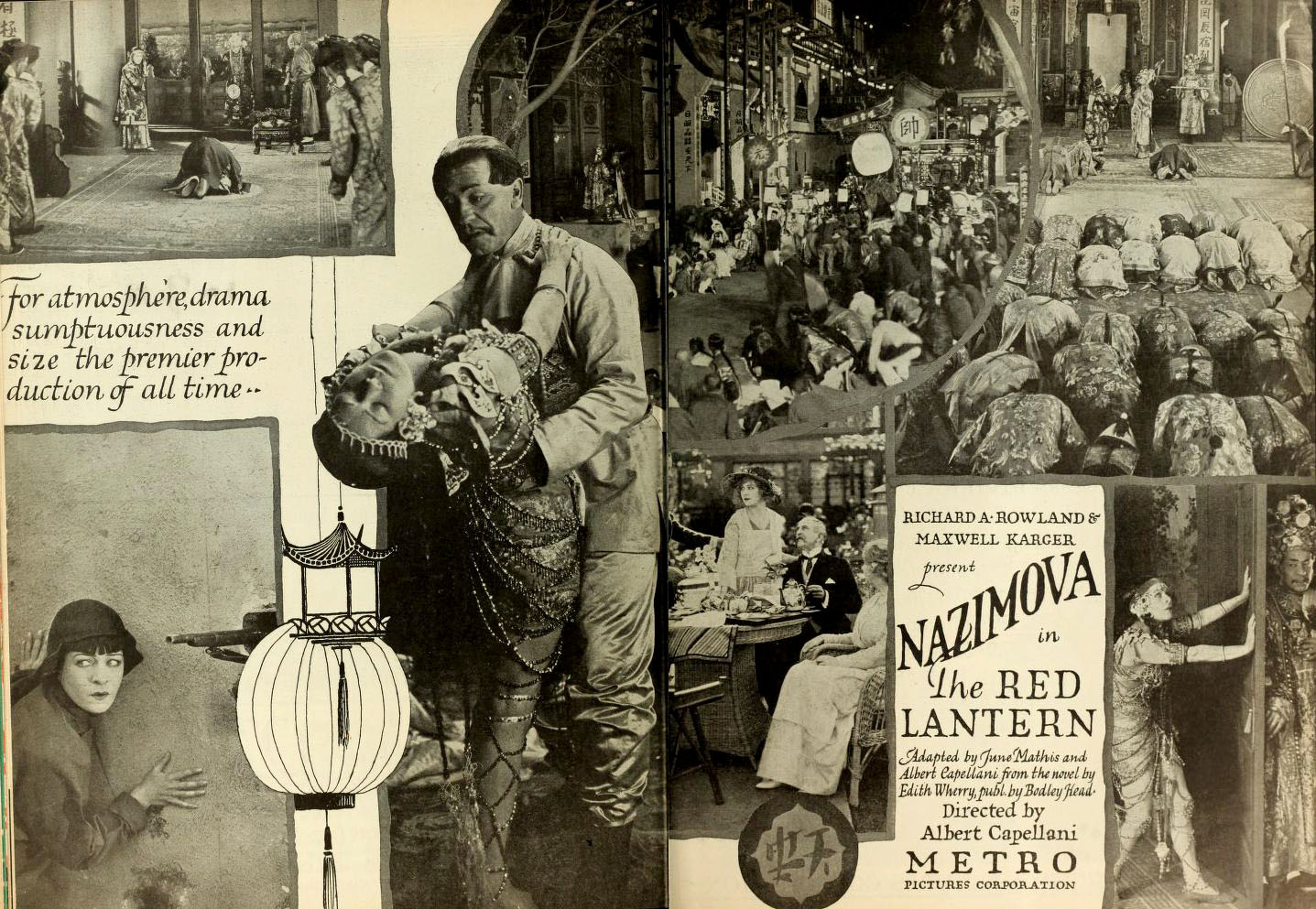
La Lanterne rouge (1919)

- 1916 : Épouses de guerre (War Brides) de Herbert Brenon : Joan
- 1918 : A Woman of France (court métrage)
- 1918 : Révélation (Revelation) de George D. Baker : Joline
- 1918 : Toys of Fate de George D. Baker : Zorah / Hagah
- 1918 : L'Occident (Eye for Eye) d'Albert Capellani et Nazimova : Hassouna
- 1919 : Hors de la brume (Out of the Fog) d'Albert Capellani : Faith & Eve
- 1919 : La Lanterne rouge (The Red Lantern) d'Albert Capellani : Mahlee & Blanche Sackville
- 1919 : La Fin d'un roman (The Brat) de Herbert Blaché : The Brat
- 1920 : Stronger Than Death : Sigrid Fersen
- 1920 : La Danseuse étoile (The Heart of a Child) de Ray C. Smallwood : Sally Snape
- 1920 : L'Orgueilleuse (Mrs. Peacock) de Ray C. Smallwood : Jane Goring / Gloria Cromwell (Comme actrice et productrice)
- 1920 : Billions de Ray C. Smallwood : Princesse Triloff
- 1921 : La Dame aux camélias (Camille) de Ray C. Smallwood : Marguerite Gautier / Manon Lescaut dans ses rêveries
- 1922 : A Doll's House de Charles Bryant
- 1923 : Salomé de Charles Bryant : Salomé
- 1924 : Madonna of the Streets d'Edwin Carewe : Mary Carlson / Mary Ainsleigh
- 1925 : The Redeeming Sin de James Stuart Blackton : Joan
- 1925 : L'Heure du danger (My Son) d'Edwin Carewe : Ana Silva
- 1940 : Escape de Mervyn LeRoy : Emmy Ritter
- 1941 : Arènes sanglantes (Blood and Sand) de Rouben Mamoulian : Señora Augustias Gallardo
- 1944 : In Our Time de Vincent Sherman : Zofya Orvid
- 1944 : The Bridge of San Luis Rey de Rowland V. Lee : Doña Maria, la marquise
- 1944 : Depuis ton départ (Since You Went Away) de John Cromwell : Zofia Koslowska